# Biuro Informacji Wojennej

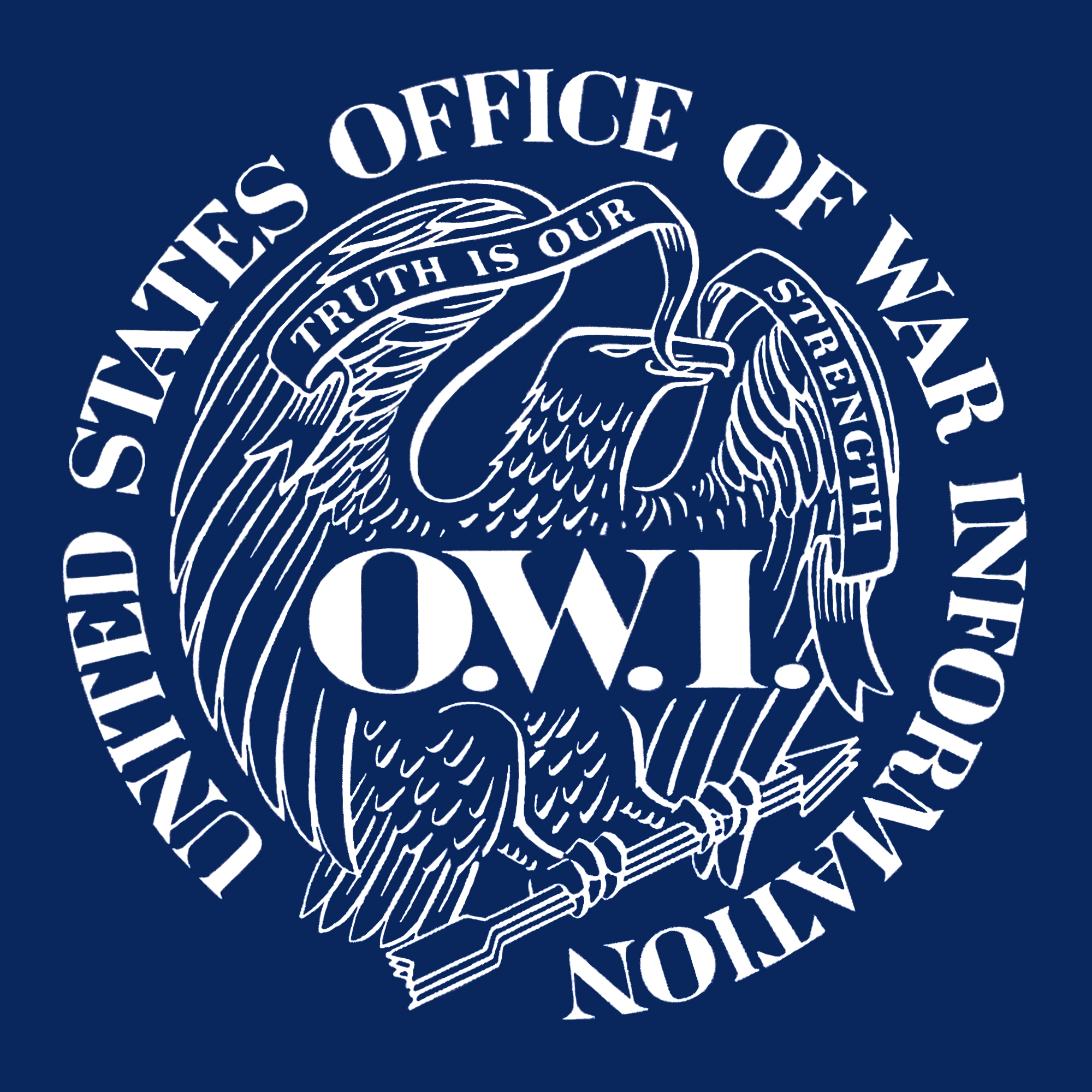
Logo Biura Informacji Wojennej

Biuro Informacji Wojennej (ang. United States Office of War Information; OWI) – amerykańska agencja rządowa utworzona w 1942 przez połączenie czterech agencji federalnych. Zadaniem biura było wspieranie wysiłku wojennego państwa informacjami i propagandą przeznaczoną zarówno dla kraju jak i zagranicy. W OWI na etatach i kontraktach pracowało wielu wybitnych intelektualistów: historyków (Artur Schlesinger Jr), uczonych (Margaret Mead), pisarzy (Robert Sherwood, Archibald MacLeish), fotografów, dziennikarzy (Julius Epstein, Elmer Davis) i reżyserów (Frank Capra). Agencja wydawała wytyczne studiom filmowym Hollywoodu opisujące jak mają wspomagać wysiłek wojenny, poprawiała scenariusze filmów oraz nakłaniała wytwórnie do rezygnacji z filmów sprzecznych z aktualną polityką lub szkodliwych dla zaangażowania wojennego. W szczególny sposób działalność tej agencji przyczyniła się do promocji amerykańsko-sowieckiego braterstwa oraz kształtowania wizerunku Stalina jako człowieka, który porzucił plany terytorialnej i ideologicznej agresji. Najbardziej znaną agitką filmową powstałą przy udziale agencji była Misja w Moskwie wytwórni Warner Bros, oparta na bestsellerze Josepha E. Daviese'a (byłego ambasadora w Moskwie, przyjaciela i sponsora Roosevelta).